# Старостины (Архангельская область)
Старостины — деревня в Холмогорском районе Архангельской области.

## География
Находится в центральной части Архангельской области на расстоянии приблизительно 91 км на юг-юго-восток по прямой от районного центра села Холмогоры на правобережье реки Северная Двина.

## История
Была отмечена уже только в 1939 году в составе Хаврогорского сельсовета Емецкого района. До 2022 года входила в Хаврогорское сельское поселение до его упразднения.

## Население
Численность населения: 4 человека (русские 100 %) в 2002 году, 4 в 2010.